# 班克斯鎮線
班克斯鎮線（英語：Bankstown Line）（T3）是悉尼火車的一條路線，服務坎特伯雷-賓士鎮、部分內西區及西雪梨。路線由環城圈開始途經悉尼中央車站後，經過雷德芬、悉鄧咸及班克斯鎮等地區，並在畢隆分支往禮勤或利物浦。

## 歷史

### 铁路线的历史
Bankstown 铁路线于 1895 年在Illawarra 铁路线上的 Sydenham 和Belmore之间开通这是继 1890 年北岸铁路线之后在悉尼开通的第二条纯郊区铁路线–所有其他铁路线都是进出悉尼的主干线。 1909 年，该线路延伸至班克斯敦，在莱肯巴和潘奇鲍尔设有中间站。 1916 年，大都会货物线建成，与马里克维尔和坎普西之间的班克斯敦线平行。 1928 年开通了第二条延伸线，从 Bankstown 到Birrong 。这提供了与Lidcombe的主要郊区铁路和通往利物浦的主要南线的连接。 1938 年，位于威利公园的 Lakemba 和 Punchbowl 之间的新车站启用。
1926 年，Bankstown 线成为悉尼第二条电气化线路，并在 Punchbowl 建造了一个维修站。 1939 年，电气化从 Bankstown 扩展到Regents Park。  Punchbowl 维修站于 1994 年关闭。
2006 年 1 月，为期四年的生产线升级项目完成。这项工作包括整条线路的重新铺设，用更耐用的混凝土枕木替换以前的木枕，信号的更换和升级，以及老化的接触网的更换，主要是更现代的双接触线品种.漫长的升级过程以其“一月关闭”而著称，其中整条生产线在一月份关闭，以便进行大部分升级工作。

### 通勤线的历史
电动客运服务沿 Bankstown 线运营至Wynyard 站，直至 1956 年环形码头站开通和城市圈建成。 1979 年，随着东郊线的开通，环绕城市圈的方向发生了逆转，首先从班克斯敦前往圣詹姆斯，反之亦然。
Bankstown 线的运营与 Lidcombe 和城市之间的 Main Suburban 铁路线上所有车站服务的运营相关联（作为内西线销售）。服务包括“Bankstown loop”列车（City - Sydenham - Bankstown - Lidcombe - Strathfield - City）和从环路两侧（Birrong 或 Regents Park）开往 Sefton 然后再往西的列车。直到 2000 年代初期，许多 Bankstown 火车继续通过西线经 Granville 和 Parramatta 开往 Blacktown。
2013 年 10 月发布的新时间表打破了两条线路之间的循环。作为Rail Clearways Program的一部分，在 Lidcombe 和 Homebush 建造了新的折返点，以允许两条线路分开并提高它们的可靠性和频率。服务也更改为在工作日主要通过市政厅（而不是通过博物馆）在城市圈内运营。作为时间表变更的一部分，还引入了新的编号系统，线路编号为 T3。 Erskinevile 和 Sydenham 之间的六倍体项目也被提议作为铁路清洁通道计划的一部分，但在 2011 年被取消。它旨在将 Bankstown 线服务与向 East Hills 运营的服务分开。 2013 年的时间表显示，大多数 East Hills 线列车使用机场线进入市区。
Sydney Metro City & Southwest 计划将该线路的 Sydenham 至 Bankstown 路段改造成使用单层地铁列车。将在 Sydenham 和 Chatswood 之间建造一条新隧道，以通往该市。 St Peters、Erskineville 站和 Bankstown 以西通往 Lidcombe / Liverpool 的站将不提供地铁服务。 新南威尔士州立法委员会对 Sydenham-Bankstown 线路转换的调查建议，为 Bankstown 以西的通勤者恢复经 Lidcombe 前往市区的直达列车。 新南威尔士州政府拒绝了这份报告中的大部分建议。 

## 路線
Bankstown 线始于 Illawarra 线上的 Sydenham 火车站。该线路在 Sydenham Junction 分叉，向西到达 Bankstown，然后向北到达 Birrong。在麻力胡和金匙之间，Metropolitan Goods 线路平行运行。在 Birrong，该线路与从 Lidcombe 经 Regents Park 到 Cabramatta 的 Main South Line 交汇。

## 車站列表
客运服务始于 City Circle 的 Town Hall 站。大多数服务围绕城市圈以顺时针方向运行到中央，然后通过雷德芬。然而，从 2017 年 11 月的时刻表开始，进站和出站列车也可以逆时针方向绕城市圈行驶。在中央车站之后，火车进入伊拉瓦拉铁路线，使用本地（西部对）轨道，在圣彼得斯和厄斯金维尔站停靠。在 Sydenham 以南，所有火车都在岔道口驶入 Bankstown 铁路线。在 Sefton Park Junction（Birrong 以西），火车可以转向Main Southern 铁路线的两个方向，开往 Liverpool 或 Lidcombe。
| 車站名稱                   | 距離悉尼中央站              | 啟用日期            | 使用路軌            | 服務區域                                 | 可轉乘                                                                                   |                     |
| Town Hall – Birrong        | Town Hall – Birrong         | Town Hall – Birrong | Town Hall – Birrong | Town Hall – Birrong                      | Town Hall – Birrong                                                                      | Town Hall – Birrong |
| -------------------------- | --------------------------- | ------------------- | ------------------- | ---------------------------------------- | ---------------------------------------------------------------------------------------- | ------------------- |
| 市政廳Town Hall            | 1.2 公里                    | 1932                | 環城圈              | 悉尼市中心，達令港                       | T1 北岸與西線 T2 內西與利坪頓線 T4 東郊及伊拉瓦拉線 T8 機場與南線 T9 北線                |                     |
| 溫亞Wynyard                | 2.1 公里                    | 1932                | 環城圈              | 悉尼市中心，岩石區，米勒角               | T1 北岸與西線 T2 內西與利坪頓線 T8 機場與南線 T9 北線                                    |                     |
| 環形碼頭Circular Quay      | 3.0 公里                    | 1956                | 環城圈              | 環形碼頭，悉尼市中心，岩石區，米勒角     | T2 內西與利坪頓線 T8 機場與南線                                                          |                     |
| 聖詹姆斯St. James          | 4.3 公里 (行經市政廳的距離) | 1926                | 環城圈              | 悉尼市中心                               | T2 內西與利坪頓線 T8 機場與南線                                                          |                     |
| 博物館Museum               | 5 公里 (行經市政廳的距離)   | 1926                | 環城圈              | 悉尼市中心                               | T2 內西與利坪頓線 T8 機場與南線                                                          |                     |
| 悉尼中央Central            | 0 公里                      | 1855                | 環城圈              | 悉尼中央， 草莓山 歐緹莫, 莎莉山         | T1 北岸與西線 T2 內西與利坪頓線 T4 東郊及伊拉瓦拉線 T8 機場與南線 T9 北線                |                     |
| 雷德芬Redfern              | 1.3 公里                    | 1878                | 伊拉瓦拉            | 雷德芬, 滑鐵盧, 達令頓 悉尼大學          | T1 北岸與西線 T2 內西與利坪頓線 T4 東郊及伊拉瓦拉線 T8 機場與南線 (僅限繁忙時間) T9 北線 |                     |
| 埃斯基內維爾Erskineville   | 2.9 公里                    | 1884                | 伊拉瓦拉            | 埃斯基內維爾, 麥當勞鎮, 新鎮             | 無                                                                                       |                     |
| 聖彼得St Peters            | 3.8 公里                    | 1884                | 伊拉瓦拉            | 聖彼得, 亞歷山德理亞, 埃斯基內維爾, 新鎮 | T8 機場與南線 (僅限繁忙時間)                                                             |                     |
| 悉鄧咸Sydenham             | 5.3 公里                    | 1884                | 伊拉瓦拉            | 悉鄧咸, 馬里克維爾, 聖彼得               | T8 機場與南線 (僅限繁忙時間)                                                             |                     |
| 馬里克維爾Marrickville     | 6.6 公里                    | 1895                | 班克斯鎮            | 馬里克維爾, 馬里克維爾南                 | 無                                                                                       |                     |
| 達利奇山Dulwich Hill       | 7.9 公里                    | 1895                | 班克斯鎮            | 達利奇山, 馬里克維爾, 賀爾斯頓公園       | 無                                                                                       |                     |
| 賀爾斯頓公園Hurlstone Park | 8.8 公里                    | 1895                | 班克斯鎮            | 賀爾斯頓公園, 坎特伯雷                   | 無                                                                                       |                     |
| 坎特伯雷Canterbury         | 10.2 公里                   | 1895                | 班克斯鎮            | 坎特伯雷                                 | 無                                                                                       |                     |
| 金時Campsie                | 11.7 公里                   | 1895                | 班克斯鎮            | 金時                                     | 無                                                                                       |                     |
| 貝爾莫爾Belmore            | 13.3 公里                   | 1895                | 班克斯鎮            | 貝爾莫爾                                 | 無                                                                                       |                     |
| 勒磡壩Lakemba              | 14.5 公里                   | 1909                | 班克斯鎮            | 勒磡壩                                   | 無                                                                                       |                     |
| 懷裡公園Wiley Park         | 15.4 公里                   | 1938                | 班克斯鎮            | 懷裡公園, 勒磡壩, 奔拙埔                 | 無                                                                                       |                     |
| 奔拙埔Punchbowl            | 16.5 公里                   | 1909                | 班克斯鎮            | 奔拙埔                                   | 無                                                                                       |                     |
| 班克斯鎮Bankstown          | 18.7 公里                   | 1909                | 班克斯鎮            | 班克斯鎮                                 | 無                                                                                       |                     |
| 耶古納Yagoona              | 20.6 公里                   | 1928                | 班克斯鎮            | 耶古納                                   | 無                                                                                       |                     |
| 畢隆Birrong                | 22.1 公里                   | 1928                | 班克斯鎮            | 畢隆                                     | 無                                                                                       |                     |
| Birrong – Lidcombe         |                             |                     |                     |                                          |                                                                                          |                     |
| 攝政公園Regents Park       | 19.9 公里                   | 1912                | 南部主要鐵路        | 攝政公園                                 | 無                                                                                       |                     |
| 畢雅勒Berala               | 18.4 公里                   | 1912                | 南部主要鐵路        | 畢雅勒                                   | 無                                                                                       |                     |
| 禮勤Lidcombe               | 16.6 公里                   | 1858                | 南部主要鐵路        | 禮勤                                     | T1 北岸與西線 T2 內西與利坪頓線 T7 奧林匹克公園線                                        |                     |
| Birrong – Liverpool        |                             |                     |                     |                                          |                                                                                          |                     |
| 石夫頓Sefton               | 21.2 公里                   | 1924                | 南部主要鐵路        | 石夫頓                                   | 無                                                                                       |                     |
| 車爾斯特山Chester Hill     | 22.3 公里                   | 1924                | 南部主要鐵路        | 車爾斯特山                               | 無                                                                                       |                     |
| 禮頓菲爾特Leightonfield    | 23.7 公里                   | 1942                | 南部主要鐵路        | 菲勒活                                   | 無                                                                                       |                     |
| 菲勒活Villawood            | 24.5 公里                   | 1924                | 南部主要鐵路        | 菲勒活                                   | 無                                                                                       |                     |
| 卡拉馬Carramar             | 25.9 公里                   | 1924                | 南部主要鐵路        | 卡拉馬                                   | 無                                                                                       |                     |
| 卡巴瑪塔Cabramatta         | 28.4 公里                   | 1870                | 南部主要鐵路        | 卡巴瑪塔                                 | T2 內西與利坪頓線 T5 坎伯蘭線                                                            |                     |
| 沃唯克農場Warwick Farm     | 34.2 公里                   | 1889                | 南部主要鐵路        | 沃唯克農場                               | T2 內西與利坪頓線 T5 坎伯蘭線                                                            |                     |
| 利物浦Liverpool            | 35.7 公里                   | 1856                | 南部主要鐵路        | 利物浦                                   | T2 內西與利坪頓線 T5 坎伯蘭線                                                            |                     |